# Pharsalia truncatipennis
Pharsalia truncatipennis är en skalbaggsart som beskrevs av Heller 1915. Pharsalia truncatipennis ingår i släktet Pharsalia och familjen långhorningar.
Artens utbredningsområde är Filippinerna. Inga underarter finns listade i Catalogue of Life.